# Ahmad ibn Yahya
Ahmad bin Yahya (1891 - 18 de septiembre de 1962) fue el 2º Rey del Reino de Yemen a partir de 1948 hasta 1962. 
Fue el hijo primogénito de Yahya Ibn al-Husayn; 
su nombre completo y títulos eran S.M. al-Nasir-li-din bin de Alá Ahmad Al-Mutawakkil ' Ala el Alá Yahya, Imán y Comandante de los Fieles, y Rey del Reino de Yemen. Ahmad, como se consideraba, era un déspota, y su foco principal era en la modernización de los militares.
En política internacional, Ahmad forjó muchas relaciones con regímenes comunistas, incluyendo la Unión Soviética y China. También se unió a la unión entre Egipto y Siria, pero esto sólo duraría 3 años. En su país, trabajó para la creación de un mayor Yemen, que habría implicado la anexión del protectorado británico de Adén.